# 東日本高速道路東北支社
東日本高速道路東北支社（ひがしにほんこうそくどうろ・とうほくししゃ）は、東日本高速道路（NEXCO東日本）の支社の一つ。旧日本道路公団の東北支社の流れを汲んでいる。

## 支社所在地
- 宮城県仙台市宮城野区榴岡一丁目1番1号 JR仙台イーストゲートビル

## 管轄路線・管理事務所
NEXCO管轄の高速道路・有料道路のうち、東北地方全域の路線を管轄している。

### 管理事務所
管理事務所では管轄区間の高速道路・有料道路の維持管理・料金サービスを行っているほか、郡山管理事務所と仙台管理事務所ではトラックターミナルの管理も行っている。
| 名称               | 管轄路線 | 所在地                                                                        |
| ------------------ | --- | ----------------------------------------------------------------------------- |
| 郡山管理事務所     | 東北自動車道（白河IC-本宮IC） 磐越自動車道（いわき三和IC-磐梯熱海IC） 郡山トラックターミナルの管理                               | 〒963-0551 福島県郡山市喜久田町字下尾池1 （東北道郡山ICに併設）               |
| 福島管理事務所     | 東北自動車道（本宮IC-白石IC） 東北中央自動車道 （桑折JCT料金所-桑折JCT、福島JCT-福島JCT料金所）                                  | 〒960-0231 福島県福島市飯坂町平野字前原11 （東北道福島飯坂ICに併設）          |
| いわき管理事務所   | 常磐自動車道（いわき勿来IC-新地IC） 磐越自動車道（いわきJCT-いわき三和IC）                                                       | 〒970-1145 福島県いわき市好間町北好間字丸田17の1 （常磐道いわき中央ICに併設） |
| 会津若松管理事務所 | 磐越自動車道（磐梯熱海IC-津川IC）                                                                                                | 〒965-0052 福島県会津若松市町北町大字始字屋敷66 （磐越道会津若松ICに併設）    |
| 仙台管理事務所     | 東北自動車道（白石IC-一関IC） 山形自動車道（村田JCT-宮城川崎IC） 仙台南トラックターミナルの管理                                  | 〒989-3121 宮城県仙台市青葉区郷六字庄子40 （東北道仙台宮城ICに併設）          |
| 仙台東管理事務所   | 常磐自動車道（新地IC-亘理IC） 仙台北部道路（全線） 仙台東部道路（全線） 仙台南部道路（全線） 三陸自動車道（仙台港北IC-利府中IC） | 〒984-0031 宮城県仙台市若林区六丁目字南99番1 （仙台東部道路仙台東ICに併設）   |
| 山形管理事務所     | 山形自動車道（宮城川崎IC-月山IC） 東北中央自動車道（米沢北IC-東根IC）                                                            | 〒990-2227 山形県山形市千石91 （山形道山形北ICに併設）                        |
| 鶴岡管理事務所     | 山形自動車道（湯殿山IC-鶴岡JCT） 日本海東北自動車道（鶴岡JCT-酒田みなとIC）                                                      | 〒997-0853 山形県鶴岡市小淀川字谷地田90 （山形道鶴岡ICに併設）                |
| 北上管理事務所     | 東北自動車道（一関IC-花巻IC） 秋田自動車道（北上JCT-湯田IC） 釜石自動車道（花巻JCT-東和IC）                                      | 〒024-0072 岩手県北上市北鬼柳第16地割73の2 （東北道北上江釣子ICに併設）       |
| 盛岡管理事務所     | 東北自動車道（花巻IC-安代IC） 八戸自動車道（安代JCT-浄法寺IC）                                                                   | 〒020-0841 岩手県盛岡市羽場11地割66 （東北道盛岡南ICに併設）                  |
| 秋田管理事務所     | 秋田自動車道（湯田IC-能代南IC） 日本海東北自動車道（岩城IC-河辺JCT） 東北中央自動車道（湯沢IC-横手IC）                           | 〒010-1404 秋田県秋田市上北手古野字大繋沢30の2 （秋田道秋田南ICに併設）       |
| 青森管理事務所     | 東北自動車道（安代IC-青森IC） 青森自動車道（全線） 秋田自動車道（小坂JCT料金所-小坂JCT）                                         | 〒038-0043 青森県青森市大字岩渡字熊沢250の259 （東北道青森ICに併設）          |
| 八戸管理事務所     | 八戸自動車道（浄法寺IC-八戸IC、八戸JCT-八戸北IC） 百石道路（全線） 八戸久慈自動車道（八戸JCT料金所-八戸JCT）                     | 〒039-1114 青森県八戸市北白山台5丁目5番1号 （八戸道八戸ICに併設）             |

### 統廃合された管理事務所
- 横手管理事務所：秋田県横手市柳田字大谷地26-11（秋田道横手ICに併設）[1]
  - 秋田道湯田IC-協和IC間 および 湯沢横手道路（有料区間全線）を管轄。
2021年7月1日付で秋田管理事務所に統廃合された。
- 十和田管理事務所：秋田県鹿角市十和田錦木字赤沢田19（東北道十和田ICに併設）[2]
  - 東北道安代IC-碇ヶ関IC間を管轄。
2022年7月1日付で青森管理事務所に統廃合された。

このほかに、高速道路の新設・改築事業を行う工事事務所が3事務所（仙台・いわき・横手）存在する。